# ABA All-Star Game 1976
L'ABA All-Star Game 1976, svoltosi a Denver, fu l'ultima edizione della partita, dato che nell'estate dello stesso anno la ABA si fuse con la NBA.
La Lega decise di abbandonare il tradizionale confronto tra Eastern Division e Western Division, e di far giocare una partita tra la miglior squadra in termine di vittorie/sconfitte e una selezione di stelle. La vittoria finale fu quindi a vantaggio dei Denver Nuggets sulla ABA All-Star per 144 a 138.
David Thompson, dei Denver Nuggets, fu nominato MVP della partita.
Nell'intervallo dell'incontro andò in scena per la prima volta nella storia della pallacanestro, uno spettacolo di contorno: una gara di schiacciate, che vide la vittoria di Julius "Doctor J" Erving dei New York Nets; gli altri partecipanti alla gara furono Artis Gilmore dei Kentucky Colonels, David Thompson dei Denver Nuggets, George Gervin e Larry Kenon dei San Antonio Spurs. A partire dall'edizione del 1984, dell'NBA All-Star Weekend, anche la NBA, ricalcando tale modello, inaugurò l'NBA Slam Dunk Contest.

## Squadre

### Denver Nuggets
| Denver Nuggets   |                |     |     |     |     |     |     |     |     |     |    |     |
| Giocatore        | Squadra        | MIN | FGM | FGA | 3GM | 3GA | FTM | FTA | RIM | AST | PF | PT  |
| Ralph Simpson    | Denver Nuggets | 37  | 8   | 15  | 0   | 0   | 3   | 3   | 7   | 5   | 0  | 19  |
| David Thompson   | Denver Nuggets | 34  | 9   | 18  | 0   | 0   | 11  | 13  | 8   | 2   | 4  | 29  |
| Dan Issel        | Denver Nuggets | 31  | 6   | 16  | 0   | 0   | 7   | 9   | 9   | 5   | 3  | 19  |
| Bobby Jones      | Denver Nuggets | 29  | 8   | 12  | 0   | 0   | 8   | 11  | 10  | 3   | 2  | 24  |
| Claude Terry     | Denver Nuggets | 25  | 5   | 12  | 1   | 3   | 3   | 5   | 3   | 3   | 2  | 14  |
| Chuck Williams   | Denver Nuggets | 22  | 2   | 6   | 0   | 0   | 3   | 5   | 1   | 4   | 2  | 7   |
| Byron Beck       | Denver Nuggets | 20  | 6   | 11  | 0   | 0   | 2   | 2   | 4   | 0   | 3  | 14  |
| Gus Gerard       | Denver Nuggets | 17  | 5   | 14  | 0   | 0   | 2   | 2   | 9   | 1   | 5  | 12  |
| Monte Towe       | Denver Nuggets | 11  | 1   | 3   | 0   | 0   | 0   | 0   | 0   | 2   | 0  | 2   |
| Roger Brown      | Denver Nuggets | 9   | 2   | 2   | 0   | 0   | 0   | 0   | 3   | 3   | 1  | 4   |
| Jimmy Foster     | Denver Nuggets | 5   | 0   | 3   | 0   | 0   | 0   | 0   | 1   | 0   | 1  | 0   |
| Totale           |                | 240 | 52  | 112 | 1   | 3   | 39  | 50  | 55  | 28  | 23 | 144 |
| All. Larry Brown | Denver Nuggets |     |     |     |     |     |     |     |     |     |    |     |

MIN: minuti. FGM: tiri dal campo riusciti. FGA: tiri dal campo tentati. 3GM: tiri da 3 punti riusciti. 3GA: tiri da 3 punti tentati. FTM: tiri liberi riusciti. FTA: tiri liberi tentati. RIM: rimbalzi. AST: assist. PF: falli personali. PT: punti

### ABA All-Star
| ABA All-Star        |                      |     |     |     |     |     |     |     |     |     |    |     |
| Giocatore           | Squadra              | MIN | FGM | FGA | 3GM | 3GA | FTM | FTA | RIM | AST | PF | PT  |
| Brian Taylor        | New York Nets        | 29  | 3   | 9   | 0   | 1   | 0   | 0   | 4   | 8   | 3  | 6   |
| Artis Gilmore       | Kentucky Colonels    | 27  | 5   | 7   | 0   | 0   | 4   | 6   | 7   | 1   | 6  | 14  |
| Julius Erving       | New York Nets        | 25  | 9   | 12  | 0   | 1   | 5   | 7   | 7   | 5   | 4  | 23  |
| James Silas         | San Antonio Spurs    | 23  | 6   | 10  | 0   | 0   | 8   | 8   | 0   | 5   | 6  | 20  |
| Billy Knight        | Indiana Pacers       | 23  | 9   | 14  | 0   | 1   | 2   | 2   | 10  | 2   | 3  | 20  |
| Billy Paultz        | San Antonio Spurs    | 20  | 4   | 6   | 0   | 0   | 2   | 2   | 2   | 1   | 1  | 10  |
| Larry Kenon         | San Antonio Spurs    | 20  | 5   | 7   | 0   | 0   | 0   | 0   | 6   | 2   | 5  | 10  |
| Ron Boone           | Spirits of St. Louis | 16  | 5   | 11  | 0   | 0   | 0   | 0   | 3   | 2   | 1  | 10  |
| George Gervin       | San Antonio Spurs    | 16  | 3   | 13  | 1   | 2   | 1   | 2   | 6   | 1   | 1  | 8   |
| Maurice Lucas       | Kentucky Colonels    | 14  | 2   | 5   | 0   | 0   | 1   | 1   | 5   | 3   | 1  | 5   |
| Don Buse            | Indiana Pacers       | 14  | 2   | 5   | 1   | 2   | 0   | 0   | 1   | 3   | 0  | 5   |
| Marvin Barnes       | Spirits of St. Louis | 13  | 3   | 5   | 0   | 0   | 1   | 1   | 0   | 1   | 3  | 7   |
| Totale              |                      | 240 | 56  | 104 | 2   | 7   | 24  | 29  | 51  | 34  | 34 | 138 |
| All. Kevin Loughery | New York Nets        |     |     |     |     |     |     |     |     |     |    |     |

MIN: minuti. FGM: tiri dal campo riusciti. FGA: tiri dal campo tentati. 3GM: tiri da 3 punti riusciti. 3GA: tiri da 3 punti tentati. FTM: tiri liberi riusciti. FTA: tiri liberi tentati. RIM: rimbalzi. AST: assist. PF: falli personali. PT: punti

## Slam Dunk Contest
- Julius Erving, New York Nets
- David Thompson, Denver Nuggets
- Artis Gilmore, Kentucky Colonels

- George Gervin, San Antonio Spurs
- Larry Kenon, San Antonio Spurs

in grassetto è indicato il vincitore